# Frank Church
Frank Forrester Church III (Boise, 25 luglio 1924 – Bethesda, 7 aprile 1984) è stato un avvocato e politico statunitense.
Membro del Partito Democratico, è stato componente del Senato dell'Idaho Senato degli Stati Uniti dal 1957 al 1981. È noto per la guida del Comitato della Chiesa, che ha indagato sugli abusi all'interno della United States Intelligence Community, e per aver presieduto la commissione Church che indagò sullo scandalo Lockheed.

## Biografia

### Origini e formazione
Nacque e crebbe a Boise, nell'Idaho, e ha prestato servizio come ufficiale dell'intelligence militare durante la seconda guerra mondiale e venne inviato sul fronte del Pacifico, nel teatro di Cina-Birmania-India. Dopo la guerra, si laureò in legge presso la Stanford Law School e divenne avvocato dopo aver sostenuto in seguito ad un periodo di tirocinio nella pratica legale presso la sua città di origine.

### La carriera e gli incarichi politici
Iniziò la sua carriera politica nel 1956, dopo aver sconfitto il senatore repubblicano in carica Herman Welker alle elezioni del Senato dell'Idaho di quell'anno, diventando uno dei più giovani individui mai eletti in tale organo. Al Senato, Church divenne un protetto di Lyndon B. Johnson e si affermò come membro dell'ala liberale del partito, facendosi promotore del Wilderness Act e del Wild and Scenic Rivers Act. Divenne una figura importante nella politica estera americana e presiedette il Comitato del Senato per le relazioni estere dal 1979 al 1981.
Fu uno dei primi senatori a opporsi pubblicamente alla guerra del Vietnam e co-sponsorizzato la legislazione per ridurre la guerra. Dopo l'esplosione dello scandalo Lockheed, nel 1975, ha guidato la commissione Church, il cui lavorò ispirò l'approvazione del Foreign Intelligence Surveillance Act e la creazione del Select Committee on Intelligence in seno al Senato degli Stati Uniti. Ha inoltre guidato gli sforzi per ratificare i trattati Torrijos-Carter, che hanno restituito la zona del canale di Panama nello Stato dell'America centrale.

### Gli ultimi anni e la morte
Church si candidò alle Elezioni presidenziali negli Stati Uniti d'America del 1976, ma si è ritirato in favore di Jimmy Carter. Ottenne la rielezione al Senato nel 1962, 1968 e 1974, ma perse per un quinto mandato contro il repubblicano Steve Symms. Dopo aver lasciato il Senato, esercitò nel campo del diritto internazionale fino alla sua morte nel 1984.